# 環境心理學期刊
《環境心理學期刊》（Journal of Environmental Psychology）是一份1980年起發行的學術期刊。該期刊每年出版4次，內容為研究人類在建築或自然環境的心理狀況。目前，期刊的主編是加拿大維多利亞大學的Robert Gifford。據2012年發佈的期刊引證報告指，《環境心理學期刊》的影響因子是2.549。

## 資料來源
1. ↑  .   [2014-05-20]. （原始内容存档于2020-11-01）.

## 外部連結
- 官方网站